# Andromediderna
Andromediderna är en meteorström med radiant i stjärnbilden Andromeda, som förknippas med Bielas komet, där meteorskurar inträffar när jorden passerar genom gamla strömmar som lämnats av kometens svans. Kometen observerades ha splittrats år 1846, men ytterligare avdrift av bitarna år 1852 tydde på att tidpunkten för upplösningen var antingen år 1842 eller i början av 1843, när kometen var nära Jupiter. Upplösningen ledde till särskilt spektakulära meteorregn i efterföljande cykler (särskilt 1872 och 1885).
I början av 1800-talet, innan kometen 3D/Biela upplöstes, befann sig radianten i Cassiopeia. Under förra århundradet befann sig radianten från den moderna svagare meteorregnen vanligtvis i stjärnbilden Andromeda, vilket namnet på meteorregnet antyder, men på grund av dess ålder och diffusitet kan meteorer verka komma från angränsande stjärnbilder, som Fiskarna (nära stjärnan Upsilon Piscium), Triangeln och Cassiopeja.

## Historiska förekomster

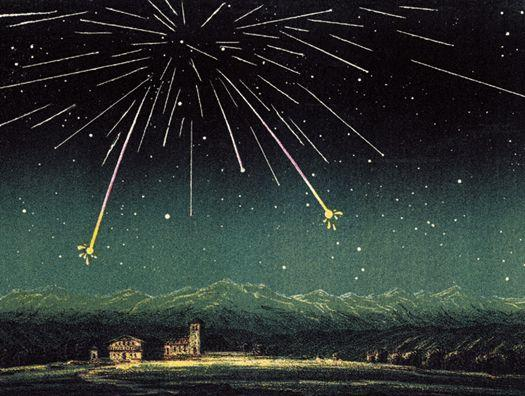
Andromediderna den 27 november 1872, en produkt av Bielas komet som upplöstes flera decennier tidigare.

Den första kända observationen av Andromediderna var den 6 december 1741 över Sankt Petersburg i Ryssland. Ytterligare starka meteorskurar observerades 1798, 1825, 1830, 1838 och 1847. Andromediderna producerade spektakulära uppvisningar av flera tusen meteorer i timmen 1872 och 1885, som ett resultat av att jorden korsade kometens stoftström. Schmidt, som observerade från Aten, sa att skuren 1872 huvudsakligen bestod av svaga meteorer (5:e till 6:e magnituden) med "breda och rökliknande" tåg och en övervägande orange eller rödaktig färg. I England uppskattade Lowe att samma skur producerade minst 58600 synliga meteorer mellan 17.50 och 22.30, observerade att meteorerna var mycket långsammare än Leoniderna och noterade ljud "som mycket avlägsna skott" flera gånger i nordväst. I Burma uppfattades meteorregnet 1885 som ett ödesdigert omen och följdes snabbt av Konbaungdynastins kollaps och Storbritanniens erövring.
Meteorregnet den 27 november 1885 var anledningen till att det första kända fotografiet av en meteor togs, taget av den österrikisk-ungerske astronomen Ladislaus Weinek, som fångade ett 7 mm långt spår på en plåt vid sin observationsstation i Prag.
| Datum      | Meteorström | ZHR  |
| ---------- | ----------- | ---- |
| 1798-12-06 |             | 100  |
| 1872-11-27 | 1846        | 7000 |
| 1885-11-27 | 1852        | 6000 |
| 1892-11-24 |             | ≈200 |
| 1899-11-24 |             | 100  |
| 1904-11-21 |             | 20   |
| 1940-11-15 | 1852        | 30   |

## Nuvarande aktivitet
Sedan 1800-talet har andromediderna bleknat så kraftigt att de inte längre är allmänt synliga för blotta ögat, även om viss aktivitet fortfarande kan observeras varje år i mitten av november med lämplig observationsutrustning. Under senare år har aktivitetstoppen varit mindre än tre meteorer per timme, kring 9 till 14 november. Andromedidaktiviteten i november kommer från de nyaste strömmarna, medan den i början av december kommer från de äldsta.
Data från Canadian Meteor Orbit Radar (CMOR) upptäckte en topp på 30 meteorer per timme den 27 november 2008. Den 4 december 2011 upptäckte sex kanadensiska radarstationer 50 meteorer på en timme och aktiviteten kom sannolikt från 1649-strömmen. Under 2012 års meteorskur inträffade ett oansenligt maximum den 9 november. Den 8 december 2013 rapporterade meteorspecialisten Peter Brown att den kanadensiska Meteor Orbit Radar hade registrerat ett utbrott från Andromedidmeteorerna runt den 6 december. Forskare förutsade en något svagare återkomst under 2018, men en avkastning på upp till 200 meteorer per timme år 2023.
| Date                | Meteorström | ZHR (Radar)         |
| ------------------- | ----------- | ------------------- |
| 2008-11-27          | 1649        | 30                  |
| 2011-12-04          | 1649        | 50                  |
| 2012-11-09          | 1812        | low                 |
| 2021-11-28          | 1655        | ≈100                |
| 2023-12-02 19:00 UT | 1649        | 200? (blotta ögat?) |